# 赫雷賓卡區

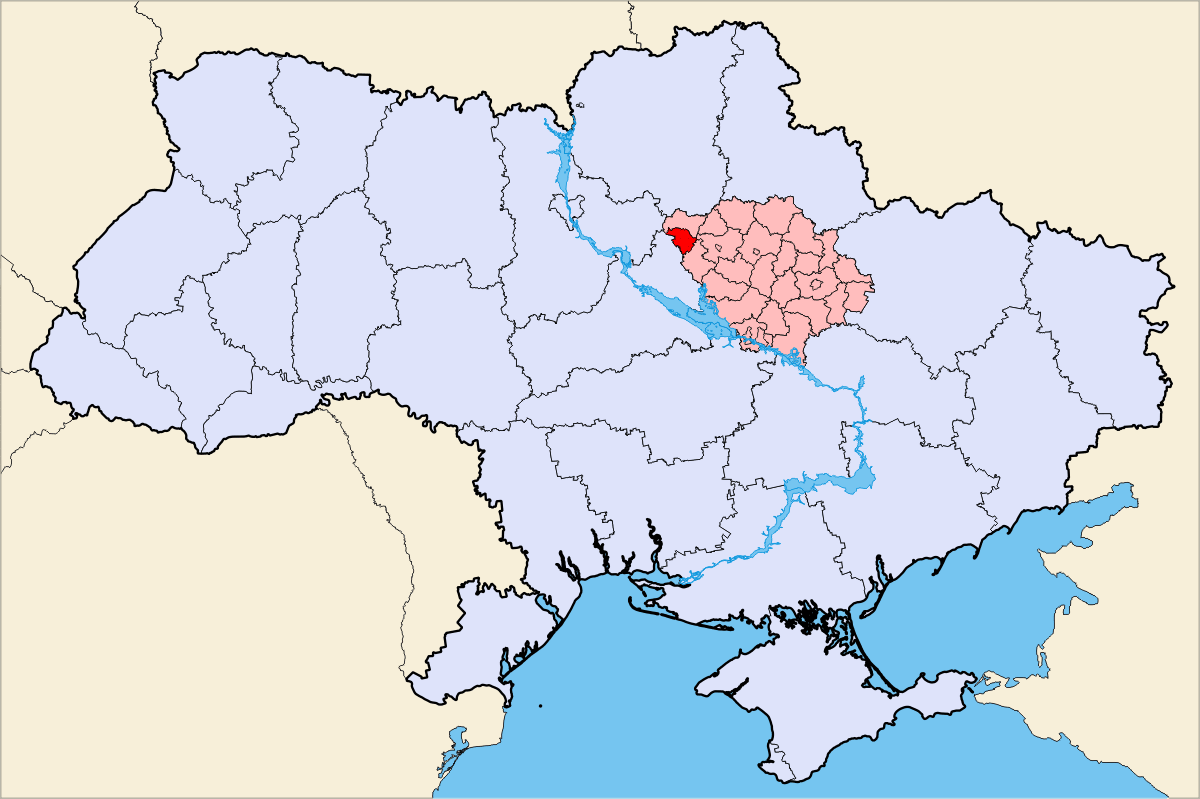
赫雷賓卡區在波爾塔瓦州及乌克兰的位置

赫雷賓卡區（烏克蘭語：Гребінківський район）是烏克蘭中部波爾塔瓦州的舊區，区府为赫雷宾卡，並於2020年被撤銷。該區面積595平方公里，2005年人口25,162，人口密度每平方公里42.3人。